# الريان (مدينة)
الريان هي مدينة بلدية الريان، قطر. تُعد المدينة وضواحيها أكبر تجمع سكاني في قطر خارج بلدية الدوحة. تتكون من جميع المناطق في القسم الشرقي من البلدية، وتقطع حدودها تقريبًا عند النقطة التي يمر فيها طريق المجد السريع عبر البلدية. تعتبر جزءًا من منطقة العاصمة الدوحة. في مدينة الريان أحد الملاعب المقترحة لاستضافة كأس العالم قطر 2022.

## أصل التسمية
أُطلق عليها هذا الاسم بسبب ارتفاعها المنخفض، مما سمح لها بالعمل كسهل فيضي خلال موسم الأمطار وتوفير إمدادات طويلة من المياه للعديد من النباتات والمحاصيل البرية التي نمت في المنطقة.

## التاريخ

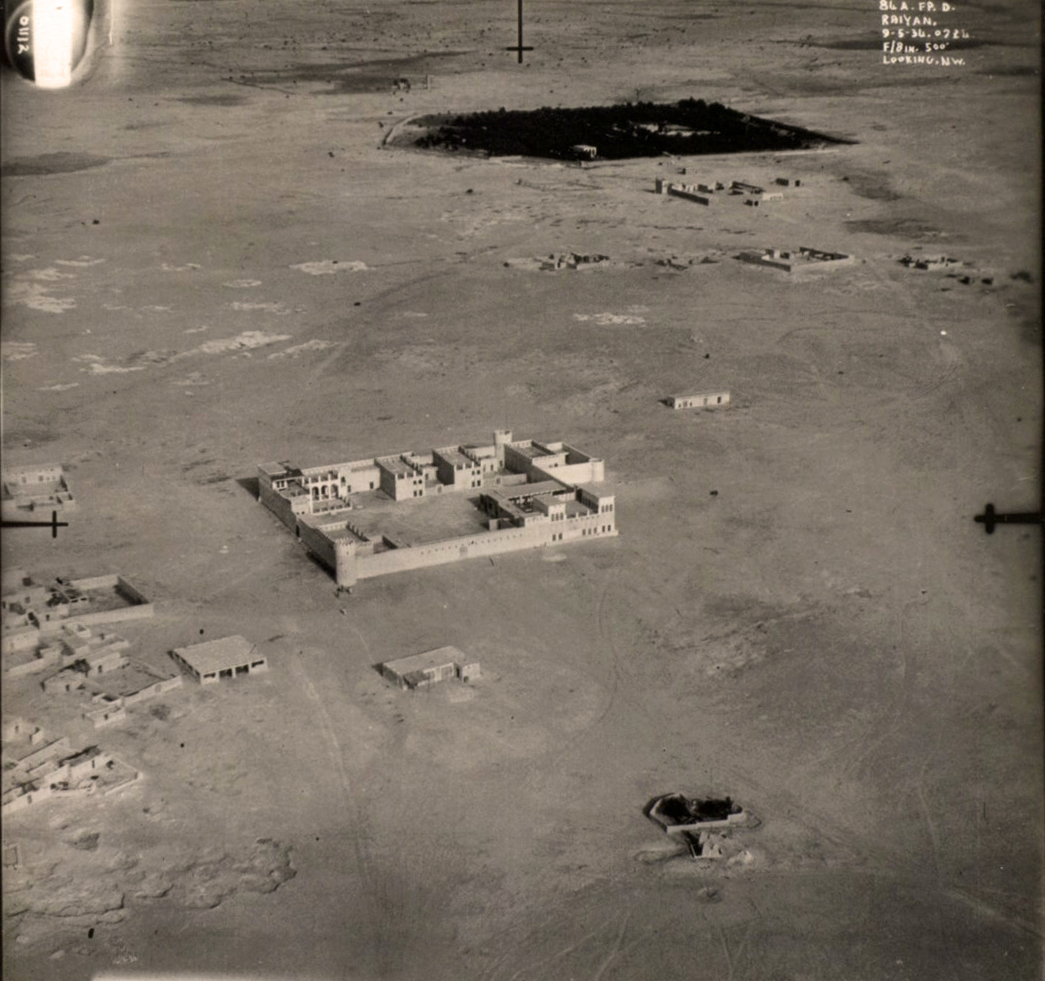
صورة جوية للريان التقطتها القوات الجوية الملكية أثناء استطلاع في 9 مايو 1934.

قبل التوسع الهائل لمدينة الريان، كانت المنطقتان الرئيسيتان في الريان هما الريان القديم والريان الجديد. يتكون الريان القديم من العديد من القرى التقليدية، بينما احتوى الريان الجديد على العديد من الفيلات الكبيرة التي يشغلها أفراد من آل ثاني في قطر. مع نمو مدينة الريان، تم دمج جميع الضواحي الشرقية التابعة للبلدية كمناطق في المدينة.

## الإدارة

### المناطق
تنقسم الريان إلى منطقتين هما الريان القديم في الشمال والريان الجديد في الجنوب. أما بالنسبة للمدينة، فقد تم تحديد عدة أحياء في مدينة الريان من قبل وزارة البلدية والبيئة، منها:

### حكومة محلية
عندما جرت الانتخابات الحرة للمجلس البلدي المركزي لأول مرة في قطر عام 1999، تم تقسيم مدينة الريان إلى دائرتين انتخابيتين: هما رقم 18، والتي كان مقرها الريان الجديد، ورقم 19، والتي كان مقرها الريان القديم. بقيت هاتان الدائرتان مستقلتان عن بعضهما البعض حتى الانتخابات البلدية الخامسة في عام 2015، عندما تم دمجهما في الدائرة رقم 14، مع الريان الجديد كمقعد.
في الانتخابات البلدية الافتتاحية عام 1999، بلغت نسبة المشاركة 78.3% في الدائرة رقم. 18، أما في الدائرة رقم 19 كانت نسبة إقبال الناخبين منخفضة، حيث بلغت 37.7٪.

## معالم الريان
يُعد استاد خليفة الدولي، من أوائل الملاعب الضخمة في قطر حيث تم بناؤه في مدينة الريان عام 1976. تم دمجها لاحقًا في منطقة أسباير. تقع أسباير زون في حي الوعب وتضم أكاديمية أسباير. يوجد أيضًا في منطقة الوعب فيلاجيو مول وحديقة حيوانات الدوحة.

### الريان القديم
يقع المقر الرئيسي للبلدية في منطقة الريان القديمة، وكذلك إدارة أمن الريان ومركز طوارئ الأطفال في الريان. في 4 أكتوبر 1982، افتتح وزير التربية والتعليم محمد بن حمد بن عبد الله آل ثاني مكتبة الريان العامة في الريان القديم.

### الريان الجديد
في منطقة الريان الجديدة، يحافظ الاتحاد القطري للفروسية (QEF) على اسطبلاته وساحته الخارجية. والتي تأسست في عام 1975 وتتسع لـ 1500 متفرج، تعتبر ساحة الاتحاد القطري للفروسية مكان سباق الخيل الرئيسي في البلاد.
تم افتتاح حديقة الريان الجديدة في عام 2004 في منطقة سكنية في شارع العطورية. وتغطي المرافق في المنتزه مساحة قدرها 8,827 مترًا مربعًا، وتشمل منطقة لعب للأطفال وكافيتريا بينما تشمل النباتات المميزة أشجار النخيل والنباتات من جنس ميليا والجاتروفا.

## الرياضة
استاد الريان، هو استاد مقترح لاستضافة كأس العالم لكرة القدم 2022. ستتسع لـ 40.000 متفرج وستحتوي على ألواح شمسية مدمجة.

## المواصلات
تخدم محطة الشقب تحت الأرض حاليًا الخط الأخضر لمترو الدوحة. والذي يقع في شارع حوار في الريان القديم بالقرب من حدوده مع الشجوب. تم افتتاح المحطة للجمهور في 10 ديسمبر 2019 إلى جانب محطات الخط الأخضر الأخرى. لا يوجد في المحطة حاليًا روابط مترو. تشمل المرافق الموجودة في المبنى دورات المياه وغرفة الصلاة.
محطة أخرى تخدم الريان وهي أيضًا جزء من الخط الأخضر هي محطة الريان القديم. يقع في منطقة لبداي المجاورة بالقرب من الحدود مع الريان القديم.

## المدن الشقيقة
للريان توأمة مع:
- موجيلوف، روسيا البيضاء (منذ عام 2010)[23]